# Diga al-Baʿth
La diga al-Baʿth (in arabo سد البعث‎?, sadd al-Baʿth) è una diga della Siria situata a meno di 20 km dalla diga di Tabqa, della quale svolge funzione di supporto.